# Anisia nigella
Anisia nigella là một loài ruồi trong họ Tachinidae.